# Биклетон (Вашингтон)
Биклетон (енгл. Bickleton) насељено је место без административног статуса у округу Кликитат у америчкој савезној држави Вашингтон. Биклетон су први населили Чарлс Н. Бикле и основан је 1879. године. Број становника био је 92 на попису 2020. године, у односу на 88 на попису из 2010. године.

## Историја
Биклетон је први населио Чарлс Н. Бикле, који је успоставио трговачку станицу и шталу за изнајмљивање коња. Он је такође служио као први поштар у том подручју. У 1879. годину, град је добио име по његовом презимену. Економија града је у почетку углавном заснована на сточарству и узгоју пшенице. Низ пожара у 1937. и 1947. години уништио је многе од оригиналних зграда у граду.
Најстарија преживела зграда у Биклетону је Bluebird Inn, таверна која је први пут отворена 1882. године. Сматра се најстаријом функционалном таверном у држави, иако је много пута мијењала власништво и радила под различитим именима током своје историје. Кафана укључује билијарски сто и3 1903. године марке Брансвик, који се и даље редовно користи.
Град је одржао годишњи пикник и родео континуирано од 1910. године Фестивал такође има 1905 Хершел-Спиллман вртешку, који је град купио од Оакс забавног парка у Портланду, Орегон, у 1928. години.

## Географија
Биклетон је у сјевероисточном дијелу округа Кликитат, јужно од Хорс Хевен Хилс и индијанског резервата Јакама. То је 106 км (66 миља) западно од града Кеневика и 35 км (22 миља) сјеверно од ријеке Колумбија код Рузвелта.
Према Бироу за попис становништва Сједињених Америчких Држава, Биклетон има укупну површину од 4,7 квадратних миља (12,1 km2), а све то земљиште.

## Клима
Према Кепеновој класификација климе Бинклетон има Средоземној клима са топлим љетом (Csb)) коју карактеришу топла и сува љета, и хладне, промзрле кишне и сњежне зиме.
| Клима Биклетон (Вашингтон) (1991–2020. нормално, екстремно 1928–2018.) | Клима Биклетон (Вашингтон) (1991–2020. нормално, екстремно 1928–2018.) | Клима Биклетон (Вашингтон) (1991–2020. нормално, екстремно 1928–2018.) | Клима Биклетон (Вашингтон) (1991–2020. нормално, екстремно 1928–2018.) | Клима Биклетон (Вашингтон) (1991–2020. нормално, екстремно 1928–2018.) | Клима Биклетон (Вашингтон) (1991–2020. нормално, екстремно 1928–2018.) | Клима Биклетон (Вашингтон) (1991–2020. нормално, екстремно 1928–2018.) | Клима Биклетон (Вашингтон) (1991–2020. нормално, екстремно 1928–2018.) | Клима Биклетон (Вашингтон) (1991–2020. нормално, екстремно 1928–2018.) | Клима Биклетон (Вашингтон) (1991–2020. нормално, екстремно 1928–2018.) | Клима Биклетон (Вашингтон) (1991–2020. нормално, екстремно 1928–2018.) | Клима Биклетон (Вашингтон) (1991–2020. нормално, екстремно 1928–2018.) | Клима Биклетон (Вашингтон) (1991–2020. нормално, екстремно 1928–2018.) | Клима Биклетон (Вашингтон) (1991–2020. нормално, екстремно 1928–2018.) |
| Показатељ \ Месец                                                      | .Јан.                                                                  | .Феб.                                                                  | .Мар.                                                                  | .Апр.                                                                  | .Мај.                                                                  | .Јун.                                                                  | .Јул.                                                                  | .Авг.                                                                  | .Сеп.                                                                  | .Окт.                                                                  | .Нов.                                                                  | .Дец.                                                                  | .Год.                                                                  |
| ---------------------------------------------------------------------- | ---------------------------------------------------------------------- | ---------------------------------------------------------------------- | ---------------------------------------------------------------------- | ---------------------------------------------------------------------- | ---------------------------------------------------------------------- | ---------------------------------------------------------------------- | ---------------------------------------------------------------------- | ---------------------------------------------------------------------- | ---------------------------------------------------------------------- | ---------------------------------------------------------------------- | ---------------------------------------------------------------------- | ---------------------------------------------------------------------- | ---------------------------------------------------------------------- |
| Апсолутни максимум, °C (°F)                                            | 19 (66)                                                                | 18 (65)                                                                | 21 (70)                                                                | 29 (85)                                                                | 33 (92)                                                                | 42 (108)                                                               | 39 (102)                                                               | 39 (102)                                                               | 36 (97)                                                                | 31 (87)                                                                | 22 (71)                                                                | 18 (65)                                                                | 42 (108)                                                               |
| Максимум, °C (°F)                                                      | 1,7 (35,1)                                                             | 3,6 (38,5)                                                             | 7,8 (46,0)                                                             | 11,6 (52,8)                                                            | 16,8 (62,2)                                                            | 20,9 (69,7)                                                            | 27,1 (80,7)                                                            | 26,7 (80,0)                                                            | 21,5 (70,7)                                                            | 13,6 (56,4)                                                            | 5,8 (42,4)                                                             | 0,9 (33,7)                                                             | 13,2 (55,7)                                                            |
| Просек, °C (°F)                                                        | −1,2 (29,8)                                                            | 0,1 (32,2)                                                             | 3,4 (38,2)                                                             | 6,4 (43,5)                                                             | 10,9 (51,6)                                                            | 14,4 (57,9)                                                            | 19,6 (67,2)                                                            | 19,4 (67,0)                                                            | 15 (59,0)                                                              | 8,1 (46,6)                                                             | 2,1 (35,8)                                                             | −1,9 (28,5)                                                            | 8 (46,4)                                                               |
| Минимум, °C (°F)                                                       | −4,2 (24,4)                                                            | −3,3 (26,0)                                                            | −0,9 (30,3)                                                            | 1,2 (34,2)                                                             | 5 (41,0)                                                               | 7,8 (46,1)                                                             | 12,1 (53,8)                                                            | 12,2 (54,0)                                                            | 8,5 (47,3)                                                             | 2,7 (36,9)                                                             | −1,6 (29,1)                                                            | −4,8 (23,3)                                                            | 2,9 (37,2)                                                             |
| Апсолутни минимум, °C (°F)                                             | −25 (−13)                                                              | −24 (−12)                                                              | −17 (1)                                                                | −9 (15)                                                                | −7 (20)                                                                | −3 (27)                                                                | −1 (30)                                                                | −1 (30)                                                                | −3 (27)                                                                | −13 (8)                                                                | −24 (−12)                                                              | −27 (−17)                                                              | −27 (−17)                                                              |
| Количина падавинаmm (in)                                               | 51,1 (2,01)                                                            | 41,7 (1,64)                                                            | 38,4 (1,51)                                                            | 26,2 (1,03)                                                            | 33,8 (1,33)                                                            | 20,8 (0,82)                                                            | 6,4 (0,25)                                                             | 8,9 (0,35)                                                             | 11,2 (0,44)                                                            | 25,4 (1,00)                                                            | 53,8 (2,12)                                                            | 64 (2,52)                                                              | 381,5 (15,02)                                                          |
| Количина снега, cm (in)                                                | 20,6 (8,1)                                                             | 13 (5,1)                                                               | 3,8 (1,5)                                                              | 1,5 (0,6)                                                              | 1,5 (0,6)                                                              | 0 (0,0)                                                                | 0 (0,0)                                                                | 0 (0,0)                                                                | 0 (0,0)                                                                | 0,5 (0,2)                                                              | 6,1 (2,4)                                                              | 30,7 (12,1)                                                            | 77,7 (30,6)                                                            |
| Дани са падавинама (≥ 0.01 in)                                         | 10,2                                                                   | 8,6                                                                    | 8,7                                                                    | 7,0                                                                    | 6,1                                                                    | 4,1                                                                    | 2,0                                                                    | 2,0                                                                    | 1,9                                                                    | 6,5                                                                    | 9,3                                                                    | 11,0                                                                   | 77,4                                                                   |
| Дани са снегом (≥ 0.1 in)                                              | 3,4                                                                    | 3,2                                                                    | 1,6                                                                    | 0,2                                                                    | 0,1                                                                    | 0,0                                                                    | 0,0                                                                    | 0,0                                                                    | 0,0                                                                    | 0,2                                                                    | 1,8                                                                    | 5,5                                                                    | 16,0                                                                   |
| Извор: NOAA                                                            |                                                                        |                                                                        |                                                                        |                                                                        |                                                                        |                                                                        |                                                                        |                                                                        |                                                                        |                                                                        |                                                                        |                                                                        |                                                                        |

## Демографија

### Попис из 2010. године
По попису из 2010. године број становника је 88, што је 25 (-22,1%) становника мање него 2000. године.

### Попис из 2000. године
| Година | Становништво | Напомена | %±    |
| ------ | ------------ | -------- | ----- |
| 2000   | 113          |          | —     |
| 2010   | 88           |          | −221% |
| 2020   | 92           |          | 45%   |

Од пописа из 2000. године, било је 113 људи, 49 домаћинстава и 31 породица које живе у насељу. Густина насељености била је 8,8 људи по квадратној миљи (3,4 / km2). Било је 65 стамбених јединица у просјечној густини од 5,0 / ск ми (1,9 / km2). Расни састав насеља био је 92,92% бијелаца, 2,65% Индијанаца, 2,65% становника пацифичких острва, 1,77% од других раса. Хиспаноамериканци или Латиноамериканци било које расе били су 6,19% становништва. 
Било је 49 домаћинстава, од којих је 26,5% имало дјецу млађу од 18 година која живе са њима, 55,1% су били брачни парови који живе заједно, 6,1% је имало женског домаћина без мужа, а 36,7% су биле не-породице. 28,6 % свих домаћинстава чинили су појединци, а 12,2% је имало некога ко је живио сам и имао 65 година или старији. Просјечна величина домаћинства била је 2,31, а просјечна величина породице 2,87. 
У Биклетону, становништво је било распоређено, са 25,7% млађим од 18 година, 3,5% од 18 до 24,26,5% од 25 до 44,29,2% од 45 до 64 године и 15,0% који су били старији од 65 година. Средња старост била је 42 године. На сваких 100 жена, било је 91,5 мушкараца. На сваких 100 жена старијих од 18 година, било је 90,9 мушкараца. 
Средњи приход за домаћинство у Биглетону био је 34,500 долара, а средњи приход за породицу био је 48,125 долара. Мушкарци су имали средњи приход од $ 42,500 у односу на $ 0 за жене. Приход по глави становника за Биглетон био је 17,580 долара. Било је 20,0% породица и 20,2% становништва које живи испод границе сиромаштва, укључујући 36,1% млађих од осамнаест година и ниједног од оних старијих од 64 године. 
| Група             | 2000.       | 2010.      |
| Белци             | 100 (88,5%) | 80 (90,9%) |
| Афроамериканци    | 0 (0,0%)    | 0 (0,0%)   |
| Азијати           | 0 (0,0%)    | 1 (1,1%)   |
| Хиспаноамериканци | 7 (6,2%)    | 3 (3,4%)   |
| Укупно            | 113         | 88         |

## Биљешке
1. ↑  Таверна од цигле у Розлину тврди да је титула најстарије непрекидно оперативне таверне у држави Вашингтон, која је отворена 1889. године и ради под једним именом од 1898. године. Bluebird Inn, према његовим власницима, је најстарија функционална таверна у држави, која је први пут отворена 1882. године; међутим, она је радила под бројним именима и није континуирано лиценцирана за рад од свог оснивања